# Segunda División de España 1959-60
La temporada 1959–60 de la Segunda División de España de fútbol corresponde a la 29ª edición del campeonato y se disputó entre el 13 de septiembre de 1959 y el 17 de abril de 1960 en su fase regular. Posteriormente se disputaron las promociones de ascenso y permanencia entre el 22 de mayo y el 26 de junio.
Los campeones de Segunda División fueron el Real Santander SD y el RCD Mallorca.

## Sistema de competición
La Segunda División de España 1959/60 fue organizada por la Federación Española de Fútbol (RFEF).
El campeonato contó con la participación de 32 clubes divididos en dos grupos de 16 equipos cada uno, agrupándose por criterios de proximidad geográfica, y se disputó siguiendo un sistema de liga, de modo que los 16 equipos de cada grupo se enfrentaron entre sí, todos contra todos en dos ocasiones -una en campo propio y otra en campo contrario- sumando un total de 30 jornadas. El orden de los encuentros se decidió por sorteo antes de empezar la competición.
Los primeros clasificados de cada grupo ascendieron directamente a Primera División, mientras que los segundos clasificados disputaron la fase de ascenso ante el decimotercero y decimocuarto clasificado de la máxima categoría en eliminatorias directas a doble partido.
Los dos últimos clasificados de cada grupo descendieron directamente a Tercera División, mientras que los decimoterceros y decimocuartos clasificados jugaron la promoción de permanencia ante los cuatro mejores subcampeones de ascenso de Tercera División en eliminatorias directas a doble partido.

## Clubes participantes
| Datos de ascensos y descensos con respecto a la temporada anterior |
| --- |
| Real Gijón y RC Celta de Vigo descienden de Primera División. Real Valladolid y Elche CF ascienden a Primera División. CD Eldense, Gerona CF, Hércules CF, CD Málaga y Real Unión de Irún descienden a Tercera División. Cultural Leonesa, RCD Mallorca, CD Mestalla, CD Orense y RC Recreativo de Huelva ascienden a Segunda División. |

### Grupo I
| Equipo                                     | Ciudad    | Estadio              |
| ------------------------------------------ | --------- | -------------------- |
| Real Avilés Club de Fútbol                 | Avilés    | La Exposición        |
| Club Baracaldo Altos Hornos                | Baracaldo | Lasesarre            |
| Club Deportivo Basconia                    | Basauri   | Pedro López Cortázar |
| Real Club Celta de Vigo                    | Vigo      | Balaídos             |
| Club Deportivo Condal                      | Barcelona | Les Corts            |
| Cultural y Deportiva Leonesa               | León      | La Puentecilla       |
| Deportivo Alavés                           | Vitoria   | Mendizorroza         |
| Real Club Deportivo de La Coruña           | La Coruña | Riazor               |
| Club Ferrol                                | Ferrol    | Manuel Rivera        |
| Real Gijón                                 | Gijón     | El Molinón           |
| Sociedad Deportiva Indauchu                | Bilbao    | Garellano            |
| Club Deportivo Orense                      | Orense    | José Antonio         |
| Centro de Deportes Sabadell Club de Fútbol | Sabadell  | Cruz Alta            |
| Real Santander Sociedad Deportiva          | Santander | El Sardinero         |
| Club Sestao                                | Sestao    | Las Llanas           |
| Club Deportivo Tarrasa                     | Tarrasa   | Obispo Irurita       |

### Grupo II
| Equipo                              | Ciudad                 | Estadio                    |
| ----------------------------------- | ---------------------- | -------------------------- |
| Club Atlético Almería               | Almería                | La Falange                 |
| Club Atlético de Ceuta              | Ceuta                  | Alfonso Murube             |
| Club Deportivo Badajoz              | Badajoz                | El Vivero                  |
| Cádiz Club de Fútbol                | Cádiz                  | Ramón de Carranza          |
| Córdoba Club de Fútbol              | Córdoba                | El Arcángel                |
| Club de Fútbol Extremadura          | Almendralejo           | Francisco de la Hera       |
| Real Jaén Club de Fútbol            | Jaén                   | La Victoria                |
| Levante Unión Deportiva             | Valencia               | Vallejo                    |
| Real Club Deportivo Mallorca        | Palma de Mallorca      | Lluís Sitjar               |
| Club Deportivo Mestalla             | Valencia               | Mestalla                   |
| Club Real Murcia                    | Murcia                 | La Condomina               |
| Agrupación Deportiva Plus Ultra     | Madrid                 | Velódromo de Ciudad Lineal |
| Agrupación Deportiva Rayo Vallecano | Madrid                 | Campo de Vallecas          |
| Real Club Recreativo de Huelva      | Huelva                 | Estadio Municipal          |
| Club Deportivo San Fernando         | San Fernando           | Marqués de Varela          |
| Club Deportivo Tenerife             | Santa Cruz de Tenerife | Heliodoro Rodríguez López  |

## Resultados y clasificaciones

### Grupo I

#### Clasificación
| Pos. | Equipo                       | Pts. | PJ | G  | E  | P  | GF | GC | Dif. | Clasificación                     |
| ---- | ---------------------------- | ---- | -- | -- | -- | -- | -- | -- | ---- | --------------------------------- |
| 1    | Real Santander S. D. (C, A)  | 42   | 30 | 17 | 8  | 5  | 63 | 28 | +35  | Ascenso a Primera División        |
| 2    | R. C. Celta de Vigo          | 40   | 30 | 18 | 4  | 8  | 63 | 37 | +26  | Acceso a Promoción de ascenso     |
| 3    | C. D. Orense                 | 37   | 30 | 15 | 7  | 8  | 56 | 41 | +15  |                                   |
| 4    | R. C. Deportivo La Coruña    | 35   | 30 | 16 | 3  | 11 | 56 | 47 | +9   |                                   |
| 5    | Real Gijón                   | 32   | 30 | 14 | 4  | 12 | 56 | 44 | +12  |                                   |
| 6    | C. D. Tarrasa                | 31   | 30 | 12 | 7  | 11 | 47 | 44 | +3   |                                   |
| 7    | C. D. Sabadell C. F.         | 31   | 30 | 13 | 5  | 12 | 52 | 41 | +11  |                                   |
| 8    | S. D. Indauchu               | 29   | 30 | 13 | 3  | 14 | 56 | 54 | +2   |                                   |
| 9    | C. D. Baracaldo Altos Hornos | 29   | 30 | 11 | 7  | 12 | 53 | 51 | +2   |                                   |
| 10   | C. D. Condal                 | 29   | 30 | 11 | 7  | 12 | 46 | 45 | +1   |                                   |
| 11   | C. D. Basconia               | 27   | 30 | 11 | 5  | 14 | 41 | 57 | −16  |                                   |
| 12   | Cultural Leonesa             | 27   | 30 | 10 | 7  | 13 | 47 | 61 | −14  |                                   |
| 13   | Deportivo Alavés (D)         | 24   | 30 | 8  | 8  | 14 | 44 | 70 | −26  | Acceso a Promoción de permanencia |
| 14   | Club Sestao                  | 24   | 30 | 9  | 6  | 15 | 30 | 47 | −17  | Acceso a Promoción de permanencia |
| 15   | Real Avilés C. F. (D)        | 22   | 30 | 6  | 10 | 14 | 38 | 52 | −14  | Descenso a Tercera División       |
| 16   | Club Ferrol (D)              | 21   | 30 | 9  | 3  | 18 | 50 | 79 | −29  | Descenso a Tercera División       |

 Fuente: BDFutbol
Criterios de clasificación: Puntos · Diferencia de goles · Goles a favor · Play-off

#### Resultados
| Local \ Visitante            | ALV | AVI | BAR | BAS | CEL | CON | CUL | DEP | FER | GIJ | IND | ORE | RSA | SAB | SES | TAR |
| ---------------------------- | --- | --- | --- | --- | --- | --- | --- | --- | --- | --- | --- | --- | --- | --- | --- | --- |
| Deportivo Alavés             | —   | 3–3 | 6–1 | 0–0 | 1–0 | 1–1 | 3–1 | 0–0 | 5–2 | 3–2 | 2–2 | 1–2 | 1–1 | 2–1 | 3–1 | 3–1 |
| Real Avilés C. F.            | 4–0 | —   | 1–1 | 1–1 | 0–0 | 1–1 | 2–1 | 1–2 | 2–1 | 4–0 | 0–0 | 0–1 | 1–1 | 0–1 | 1–3 | 3–0 |
| C. D. Baracaldo Altos Hornos | 1–1 | 3–1 | —   | 1–2 | 2–0 | 2–0 | 6–2 | 2–0 | 5–1 | 0–4 | 0–0 | 4–0 | 1–0 | 1–2 | 0–0 | 5–1 |
| C. D. Basconia               | 2–0 | 3–1 | 1–3 | —   | 0–2 | 0–1 | 4–2 | 0–1 | 5–0 | 2–0 | 3–0 | 0–0 | 1–2 | 2–1 | 2–1 | 1–1 |
| R. C. Celta de Vigo          | 5–0 | 3–0 | 3–1 | 5–1 | —   | 2–1 | 3–1 | 4–0 | 5–2 | 2–1 | 4–2 | 1–1 | 0–0 | 4–0 | 3–1 | 1–0 |
| C. D. Condal                 | 2–0 | 1–1 | 3–3 | 1–2 | 3–0 | —   | 4–1 | 2–2 | 4–1 | 5–0 | 2–1 | 5–1 | 1–0 | 2–0 | 1–1 | 2–1 |
| Cultural Leonesa             | 3–2 | 2–2 | 1–0 | 2–1 | 5–1 | 2–1 | —   | 2–3 | 1–1 | 0–0 | 4–2 | 2–0 | 1–2 | 2–1 | 4–1 | 1–1 |
| R. C. Deportivo La Coruña    | 4–2 | 3–1 | 3–1 | 2–0 | 2–1 | 2–0 | 4–1 | —   | 3–0 | 1–1 | 3–1 | 1–2 | 1–2 | 1–0 | 5–1 | 1–0 |
| Club Ferrol                  | 5–2 | 5–2 | 3–3 | 5–0 | 1–2 | 1–1 | 2–3 | 2–5 | —   | 1–0 | 1–0 | 1–0 | 0–3 | 2–1 | 2–3 | 2–1 |
| Real Gijón                   | 3–0 | 0–1 | 3–1 | 0–1 | 3–1 | 6–1 | 3–0 | 4–1 | 4–1 | —   | 3–0 | 4–2 | 1–1 | 1–0 | 5–0 | 2–0 |
| S. D. Indauchu               | 4–1 | 3–0 | 2–1 | 5–1 | 2–1 | 3–0 | 2–0 | 4–3 | 3–1 | 2–0 | —   | 7–4 | 3–1 | 4–1 | 0–1 | 1–3 |
| C. D. Orense                 | 5–0 | 3–3 | 4–0 | 4–1 | 1–3 | 4–0 | 2–0 | 3–0 | 4–1 | 3–0 | 1–0 | —   | 1–0 | 1–0 | 1–1 | 1–0 |
| Real Santander S. D.         | 4–1 | 4–0 | 3–2 | 8–2 | 1–1 | 2–0 | 6–1 | 3–1 | 2–1 | 5–1 | 2–0 | 1–1 | —   | 0–0 | 4–2 | 1–0 |
| C. D. Sabadell C. F.         | 7–0 | 4–2 | 1–1 | 1–1 | 1–3 | 2–1 | 2–2 | 3–1 | 7–2 | 2–0 | 3–1 | 2–1 | 2–1 | —   | 4–0 | 2–2 |
| Club Sestao                  | 1–1 | 1–0 | 0–1 | 2–0 | 0–1 | 2–0 | 0–0 | 2–0 | 0–1 | 1–2 | 2–0 | 0–0 | 1–3 | 0–1 | —   | 1–0 |
| C. D. Tarrasa                | 2–0 | 1–0 | 3–1 | 5–2 | 4–2 | 1–0 | 0–0 | 2–1 | 3–2 | 3–3 | 6–2 | 3–3 | 0–0 | 1–0 | 2–1 | —   |

### Grupo II

#### Clasificación
| Pos. | Equipo                         | Pts. | PJ | G  | E  | P  | GF | GC | Dif. | Clasificación                     |
| ---- | ------------------------------ | ---- | -- | -- | -- | -- | -- | -- | ---- | --------------------------------- |
| 1    | R. C. D. Mallorca (C, A)       | 40   | 30 | 16 | 8  | 6  | 44 | 22 | +22  | Ascenso a Primera División        |
| 2    | Córdoba C. F.                  | 39   | 30 | 18 | 3  | 9  | 52 | 24 | +28  | Acceso a Promoción de ascenso     |
| 3    | Real Jaén C. F.                | 37   | 30 | 17 | 3  | 10 | 54 | 37 | +17  |                                   |
| 4    | A. D. Plus Ultra               | 35   | 30 | 12 | 11 | 7  | 58 | 43 | +15  |                                   |
| 5    | A. D. Rayo Vallecano           | 33   | 30 | 15 | 3  | 12 | 47 | 40 | +7   |                                   |
| 6    | Levante U. D.                  | 33   | 30 | 15 | 3  | 12 | 57 | 51 | +6   |                                   |
| 7    | Real Murcia C. F.              | 32   | 30 | 11 | 10 | 9  | 37 | 34 | +3   |                                   |
| 8    | Atlético de Ceuta              | 31   | 30 | 13 | 5  | 12 | 41 | 36 | +5   |                                   |
| 9    | C. D. San Fernando             | 28   | 30 | 12 | 4  | 14 | 44 | 48 | −4   |                                   |
| 10   | C. D. Tenerife                 | 28   | 30 | 11 | 6  | 13 | 41 | 48 | −7   |                                   |
| 11   | C. D. Mestalla                 | 28   | 30 | 13 | 2  | 15 | 40 | 42 | −2   |                                   |
| 12   | C. F. Extremadura              | 27   | 30 | 10 | 7  | 13 | 50 | 49 | +1   |                                   |
| 13   | R. C. Recreativo de Huelva (D) | 25   | 30 | 9  | 7  | 14 | 41 | 58 | −17  | Acceso a Promoción de permanencia |
| 14   | Cádiz C. F.                    | 23   | 30 | 9  | 5  | 16 | 43 | 55 | −12  | Acceso a Promoción de permanencia |
| 15   | Atlético Almería (D)           | 23   | 30 | 7  | 9  | 14 | 24 | 57 | −33  | Descenso a Tercera División       |
| 16   | C. D. Badajoz (D)              | 18   | 30 | 7  | 4  | 19 | 37 | 66 | −29  | Descenso a Tercera División       |

 Fuente: BDFutbol
Criterios de clasificación: Puntos · Diferencia de goles · Goles a favor · Play-off

#### Resultados
| Local \ Visitante          | ALM | ATC | BAD | CAD | COR | EXT | JAE | LEV | MLL | MES | MUR | PLU | RAY | REC | SFE | TEN |
| -------------------------- | --- | --- | --- | --- | --- | --- | --- | --- | --- | --- | --- | --- | --- | --- | --- | --- |
| Atlético Almería           | —   | 1–0 | 0–2 | 3–1 | 0–1 | 2–1 | 3–1 | 1–1 | 0–0 | 4–0 | 1–1 | 0–0 | 0–0 | 0–0 | 1–0 | 3–2 |
| Atlético de Ceuta          | 5–0 | —   | 5–1 | 1–1 | 1–0 | 4–0 | 2–1 | 2–0 | 1–0 | 1–0 | 0–0 | 2–1 | 1–0 | 2–0 | 0–0 | 3–0 |
| C. D. Badajoz              | 3–0 | 0–0 | —   | 2–1 | 0–2 | 0–2 | 0–2 | 1–2 | 0–0 | 4–2 | 2–1 | 1–4 | 2–2 | 1–1 | 3–2 | 1–2 |
| Cádiz C. F.                | 4–1 | 2–2 | 3–1 | —   | 1–3 | 6–1 | 0–2 | 2–1 | 2–2 | 0–1 | 3–2 | 1–1 | 3–1 | 3–0 | 1–0 | 2–0 |
| Córdoba C. F.              | 4–0 | 3–1 | 6–1 | 3–0 | —   | 3–1 | 1–0 | 3–1 | 0–0 | 3–0 | 0–1 | 2–0 | 1–0 | 1–1 | 4–1 | 2–0 |
| C. F. Extremadura          | 0–0 | 4–0 | 3–1 | 3–0 | 2–0 | —   | 3–0 | 1–2 | 1–3 | 2–1 | 1–1 | 2–2 | 4–1 | 5–1 | 1–2 | 2–0 |
| Real Jaén C. F.            | 7–1 | 3–1 | 4–0 | 2–1 | 1–0 | 2–1 | —   | 4–2 | 2–0 | 3–1 | 1–1 | 1–0 | 2–1 | 1–2 | 3–2 | 2–1 |
| Levante U. D.              | 1–1 | 3–1 | 3–2 | 1–0 | 2–0 | 2–1 | 1–3 | —   | 1–2 | 1–0 | 2–0 | 4–3 | 2–0 | 4–2 | 3–2 | 8–2 |
| R. C. D. Mallorca          | 6–0 | 1–0 | 2–0 | 6–2 | 1–0 | 2–2 | 2–0 | 2–1 | —   | 1–0 | 2–0 | 1–1 | 0–0 | 2–0 | 2–1 | 1–0 |
| C. D. Mestalla             | 1–0 | 2–0 | 3–1 | 3–1 | 0–1 | 3–0 | 2–1 | 2–0 | 0–1 | —   | 3–1 | 2–1 | 1–3 | 7–0 | 1–0 | 0–0 |
| Real Murcia C. F.          | 0–0 | 2–1 | 1–3 | 2–0 | 2–0 | 1–1 | 3–1 | 0–0 | 0–1 | 1–1 | —   | 3–0 | 1–0 | 3–0 | 1–0 | 2–0 |
| A. D. Plus Ultra           | 4–0 | 4–0 | 1–0 | 1–0 | 1–1 | 2–1 | 2–2 | 4–2 | 1–1 | 3–1 | 2–2 | —   | 2–3 | 4–1 | 4–2 | 1–0 |
| A. D. Rayo Vallecano       | 4–0 | 1–0 | 1–0 | 2–1 | 1–4 | 2–0 | 2–1 | 5–3 | 1–0 | 4–1 | 4–2 | 1–2 | —   | 1–0 | 4–0 | 2–1 |
| R. C. Recreativo de Huelva | 4–1 | 3–2 | 6–3 | 1–1 | 0–1 | 2–2 | 0–1 | 1–0 | 2–1 | 0–1 | 4–1 | 2–2 | 2–1 | —   | 3–0 | 1–1 |
| C. D. San Fernando         | 2–1 | 1–2 | 2–0 | 5–0 | 1–0 | 2–2 | 2–1 | 3–2 | 2–1 | 2–0 | 0–1 | 3–3 | 1–0 | 3–2 | —   | 1–1 |
| C. D. Tenerife             | 2–0 | 2–1 | 3–2 | 2–1 | 4–3 | 2–1 | 0–0 | 1–2 | 2–1 | 3–1 | 1–1 | 2–2 | 3–0 | 3–0 | 1–2 | —   |

## Promoción de ascenso
En la promoción de ascenso jugaron RC Celta de Vigo y Córdoba CF como subcampeones de Segunda División. Sus rivales fueron Real Valladolid y Real Sociedad como decimotercero y decimocuarto clasificado de Primera División.
Como curiosidad cabe destacar que la eliminatoria entre Real Sociedad y Córdoba se tuvo que retrasar una semana por la participación del conjunto vasco en la Copa del Generalísimo y había que esperar que quedaran eliminados para poder jugar la promoción de ascenso. Además, esta eliminatoria necesitó de un partido de desempate en campo neutral.
La promoción se jugó a doble partido a ida y vuelta con los siguientes resultados:
| 22 de mayo de 1960 | RC Celta de Vigo | 2:2 | Real Valladolid | Balaídos, Vigo               |  |
|                    |                  |     |                 | Asistencia: ??? espectadores |  |

| 29 de mayo de 1960 | Real Valladolid | 5:0 | RC Celta de Vigo | José Zorrilla, Valladolid    |  |
|                    |                 |     |                  | Asistencia: ??? espectadores |  |

- El Real Valladolid permanece en Primera división y el RC Celta de Vigo en Segunda división.

| 29 de mayo de 1960 | Real Sociedad | 2:1 | Córdoba CF | Atocha, San Sebastián        |  |
|                    |               |     |            | Asistencia: ??? espectadores |  |

| 5 de junio de 1960 | Córdoba CF | 1:0 | Real Sociedad | El Arcángel, Córdoba         |  |
|                    |            |     |               | Asistencia: ??? espectadores |  |

| 7 de junio de 1960 | Real Sociedad | 1:0 | Córdoba CF | Santiago Bernabéu, Madrid    |  |
|                    |               |     |            | Asistencia: ??? espectadores |  |

- La Real Sociedad permanece en Primera división y el Córdoba CF en Segunda división.

## Promoción de permanencia
En la promoción de permanencia jugaron Deportivo Alavés y Club Sestao del Grupo I; RC Recreativo de Huelva y Cádiz CF del Grupo II; y Algeciras CF, CD Castellón, CD Manresa y UD Salamanca como equipos de Tercera División.
La promoción se jugó a doble partido a ida y vuelta con los siguientes resultados: 
| 19 de junio de 1960 | UD Salamanca | 2:0 | Deportivo Alavés | Campo del Calvario, Salamanca |  |
|                     |              |     |                  | Asistencia: ??? espectadores  |  |

| 26 de junio de 1960 | Deportivo Alavés | 1:1 | UD Salamanca | Estadio de Mendizorroza, Vitoria |  |
|                     |                  |     |              | Asistencia: ??? espectadores     |  |

- La UD Salamanca asciende a Segunda división.
- El Deportivo Alavés desciende a Tercera división.

| 19 de junio de 1960 | CD Manresa | 1:1 | Club Sestao | El Pujolet, Manresa          |  |
|                     |            |     |             | Asistencia: ??? espectadores |  |

| 26 de junio de 1960 | Club Sestao | 3:0 | CD Manresa | Las Llanas, Sestao           |  |
|                     |             |     |            | Asistencia: ??? espectadores |  |

- El Club Sestao permanece en Segunda división.

| 19 de junio de 1960 | CD Castellón | 3:1 | RC Recreativo de Huelva | Estadio Castalia, Castellón de la Plana |  |
|                     |              |     |                         | Asistencia: ??? espectadores            |  |

| 26 de junio de 1960 | RC Recreativo de Huelva | 1:2 | CD Castellón | Estadio Municipal, Huelva    |  |
|                     |                         |     |              | Asistencia: ??? espectadores |  |

- El CD Castellón asciende a Segunda división.
- El RC Recreativo de Huelva desciende a Tercera división.

| 19 de junio de 1960 | Algeciras CF | 1:1 | Cádiz CF | Estadio El Mirador, Algeciras |  |
|                     |              |     |          | Asistencia: ??? espectadores  |  |

| 26 de junio de 1960 | Cádiz CF | 2:1 | Algeciras CF | Estadio Ramón de Carranza, Cádiz |  |
|                     |          |     |              | Asistencia: ??? espectadores     |  |

- El Cádiz CF permanece en Segunda división.

## Resumen
Campeones de Segunda División:
| - Real Santander Sociedad Deportiva | - Real Club Deportivo Mallorca |

Ascienden a Primera División:
| - Real Santander Sociedad Deportiva | - Real Club Deportivo Mallorca |

Descienden a Tercera División: 
| Grupo I - Deportivo Alavés - Real Avilés Club de Fútbol - Club Ferrol | Grupo II - Real Club Recreativo de Huelva - Club Atlético Almería - Club Deportivo Badajoz |